# Steinhauer & Lück

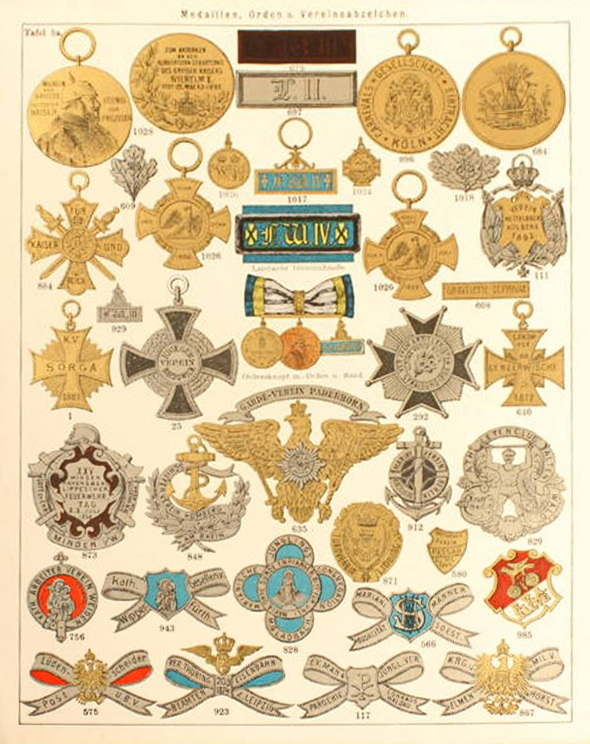
Musterblatt von Steinhauer & Lück um 1910 mit 38 farblithographierten Abbildungen von Medaillen, Orden und Vereinsabzeichen

Steinhauer & Lück ist ein Hersteller von Orden, Medaillen und Abzeichen mit ca. 30 Mitarbeitern in Lüdenscheid.

## Geschichte
Das Unternehmen Steinhauer & Lück wurde 1889 von August Steinhauer und Gustaf Adolf Lück als „Vereinsabzeichen-Fabrik“ gegründet und fertigt seit seiner Gründung auch staatliche Orden und Ehrenzeichen wie zum Beispiel das Eiserne Kreuz.
Das Unternehmen ist seit 1951 offizieller Lieferant für die Ordenskanzlei des Bundespräsidialamtes und heute einziger Hersteller von Bundesverdienstkreuzen.
Steinhauer & Lück fertigt zahlreiche Orden für staatliche Auszeichnungen in Deutschland und dem Ausland sowie für Sportverbände wie den Deutschen Olympischen Sportbund, die Deutsche Reiterliche Vereinigung sowie diverse weitere Verbände und Vereine. Zudem werden auch Werbemittel für Schützen, Jäger, Karneval, Sportler und Unternehmen produziert.